# Dynjandi
La Dynjandi est une cascade dominant l'Arnarfjörður dans le Nord-Ouest de l'Islande, la plus grande des chutes d'eau de la région des Vestfirðir.

## Description

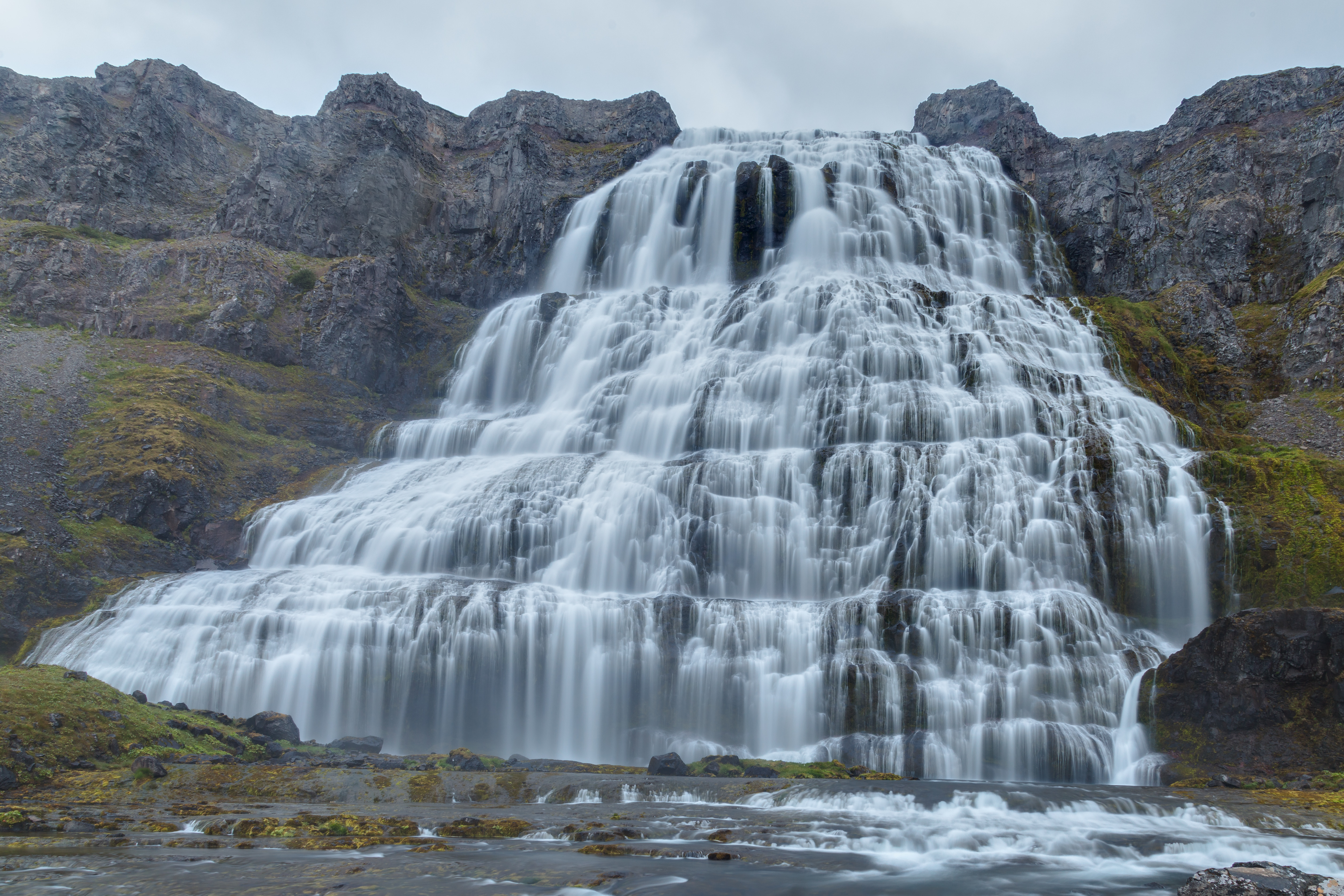
Vue de Dynjandi.

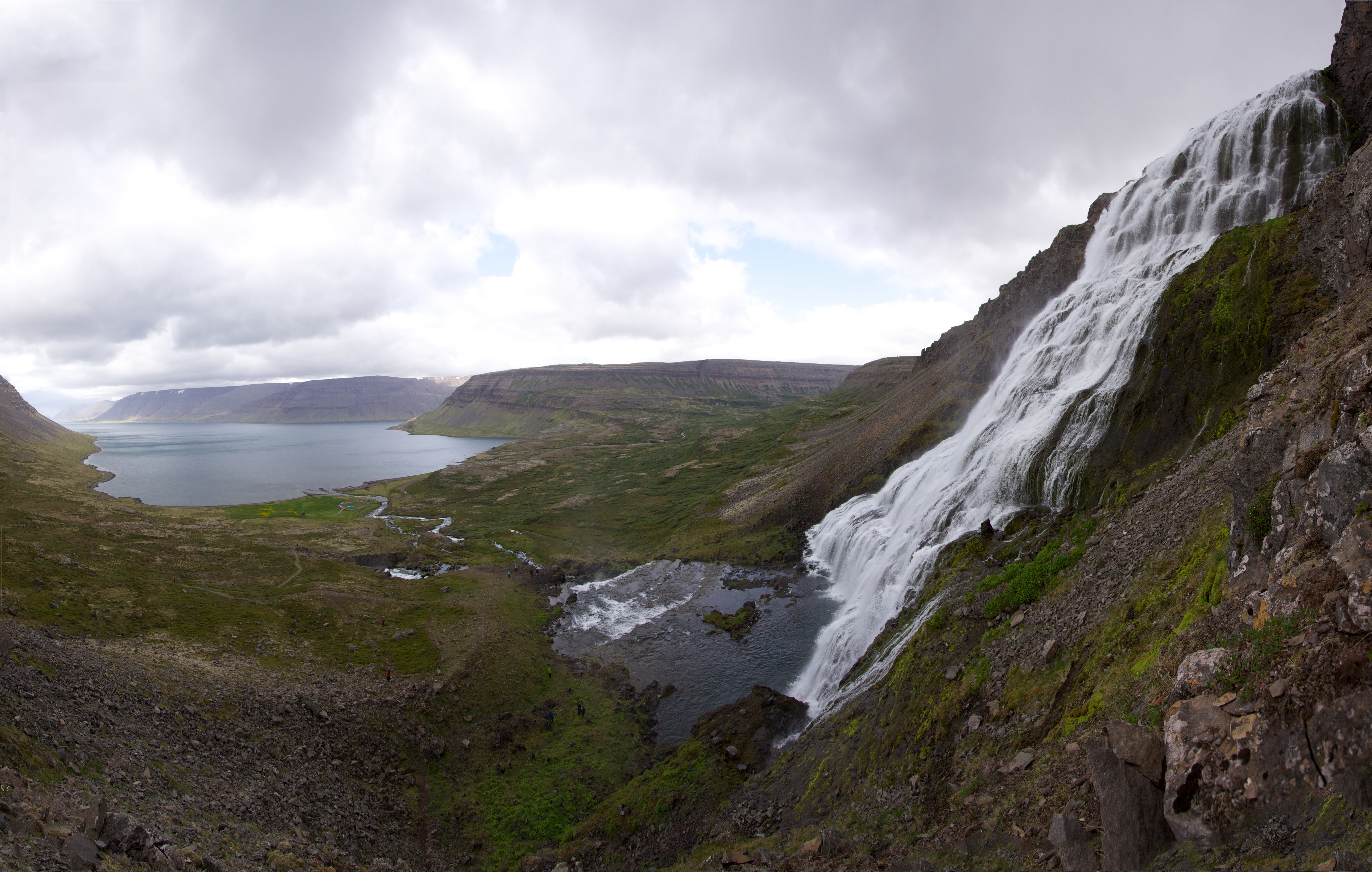
Vue latérale de Dynjandi avec l'Arnarfjörður à gauche.

Elle est composée d'une série de huit chutes ayant chacune son propre nom (Gongumannafoss, Strompglufrafoss, etc.) et dont la plus grande est nommée Dynjandi, en français « étourdissant ».
A elle seule, Dynjandi fait 99 mètres de haut, pour environ trente mètres de large au sommet et soixante mètres en bas de la falaise. En termes de hauteur, c'est la sixième chute du pays et la première des Vestfirðir. Elle est souvent appelée la perle des Fjords de l'Ouest ou encore le voile de la mariée en raison de son grand manteau blanc. Elle est considérée comme l'une des plus belles chutes d'eau d'Islande.
La Dynjandi s'écoule depuis le flanc strié du fjord sur une hauteur totale de 120 mètres. Un sentier longe le cours d'eau Dynjandisá jusqu'au pied de la falaise. Les sept premiers sauts ne font que quelques mètres.